# Tuca de Culebras
La Tuca de Culebras (3062 m), junto con el Pico de Vallibierna (3067 m), forma un macizo situado al sur del macizo de la Maladeta, en los Pirineos centrales (Aragón, provincia de Huesca). La cresta que separa ambas cimas se conoce como "El Paso a Caballo".
Una de las rutas de ascensión se realiza desde el lago de Llauset a 2135 m. Se trata de una excursión nada difícil hasta el collado de Llauset (unas 2 horas). Desde aquí se supera una cresta hasta coronar la Tuca de Culebras de 3062 m.
Otra opción de acceso sería desde el Refugio Cap de Llauset (2425m), refugio abierto todo el año que cuenta con 86 plazas, saliendo del mismo sube el camino directo hasta los ibones de Coma Arnau, ruta normal para subir al Vallibierna y la Tuca de Culebras.